# 匯漢實業
匯漢實業有限公司，簡稱匯漢實業（英語：ASIA ORIENT COMPANY LIMITED，港交所除牌時0214.HK），在1991年8月8日，由第一太平特別資產有限公司更名而來。
業務當時經營金融投資業務，當時旗下泛海國際集團有限公司，為提高效益，在1996年6月28日，在百慕達註冊組成匯漢控股有限公司，並在9月17日於香港交易所作介紹形式上市。

## 連結
- AsiaOrient.com.hk（页面存档备份，存于）